# Челноковский парк (Мытищи)

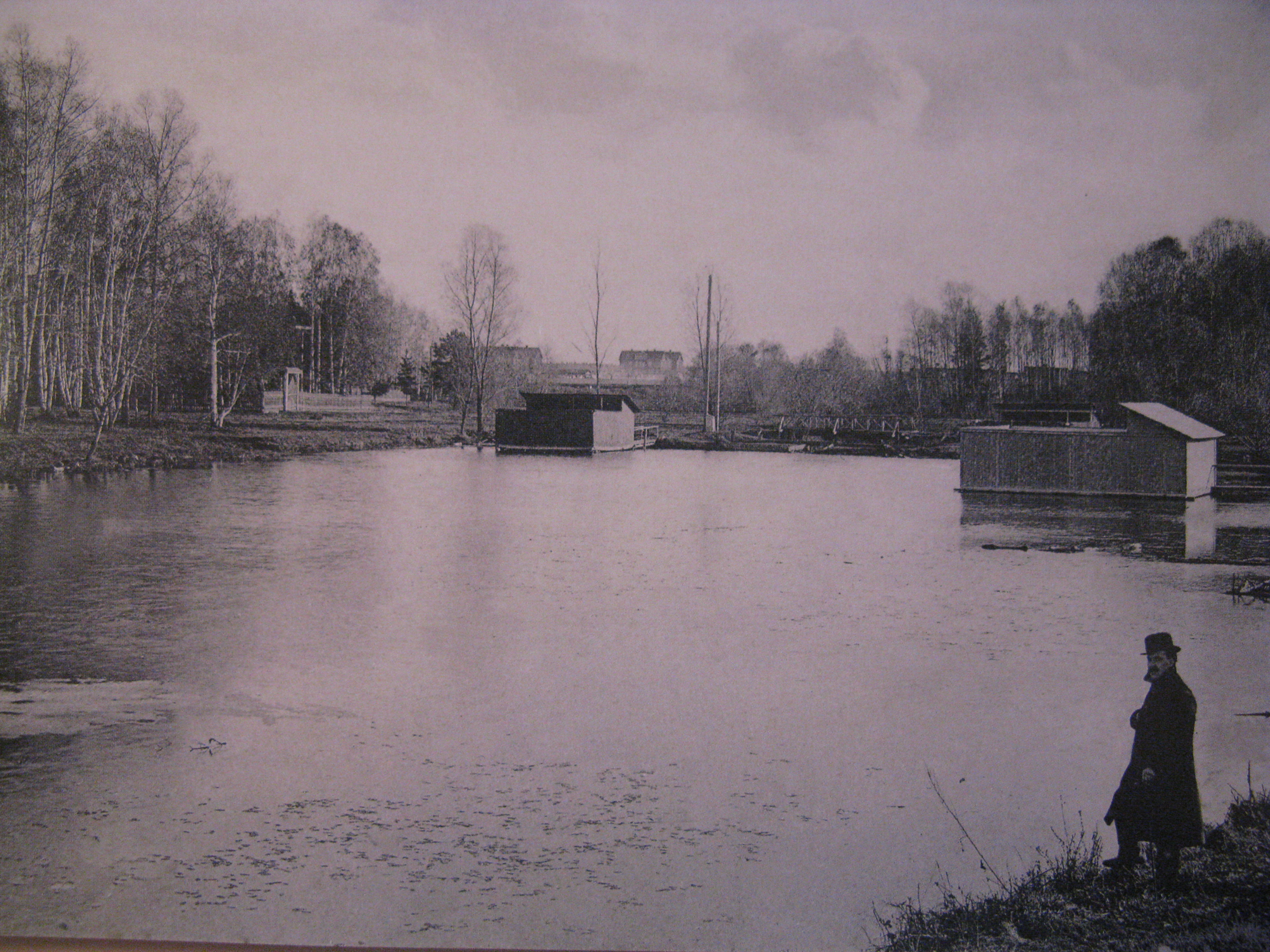
Челноковский парк с прудом

Челноко́вский па́рк — парк в городе Мытищи, полностью существовавший с конца XIX века по 1980-е годы, некоторая часть сохранялась до постройки в 2000-х годах торгово-развлекательного центра «Фрегат».

## История парка
Основан Михаилом Челноковым, руководившим тогда мытищинским кирпичным заводом вместе с Кондратием Шапошниковым. Изначально на месте парка была построена дача Челнокова, которая сохранялась до 1970-х годов, затем были посажены деревья, река Работня запружена. Парк имел общую площадь 14 Га. Улицы 1, 2 и 3 Пролетарские были тогда широкими аллеями. 
В 1930-е годы проведены масштабные работы по благоустройству и реконструкции парка под современные нужды молодого города.
Сохранявшаяся до начала XXI века часть парка была уничтожена при постройке торгово-развлекательного центра "Фрегат". На сегодняшний день от парка осталось лишь несколько деревьев.

## Здания и сооружения
- Дом-дача М. В. Челнокова — двухэтажное здание бежевого цвета. В начале XX века его заняло земское училище. В 1907 году в училище открываются уроки для взрослых с курсом двухклассных училищ МНП. Во время Первой мировой войны в Челноковском парке разворачивается госпиталь. Сразу после революции в даче был детский дом. Позже детский сад, который просуществовал до 1970-х годов.
- Клуб — двухэтажное деревянное здание с верандами и балконами. Построено в одно время с разбитием парка, в конце XIX века. Здание было огорожено забором с воротами. Клуб был популярным развлекательным местом дачников. Снесён в 1970-х.
- Летний сад Вагоностроительного завода — разбит в Челноковском парке после революции. Здесь был построен летний театр, работал драматический, хоровой, музыкальный кружки. Также была устроена танцплощадка и кинотеатр. В 1938 году организован самодеятельный театральный коллектив «Синяя блуза».

## Галерея

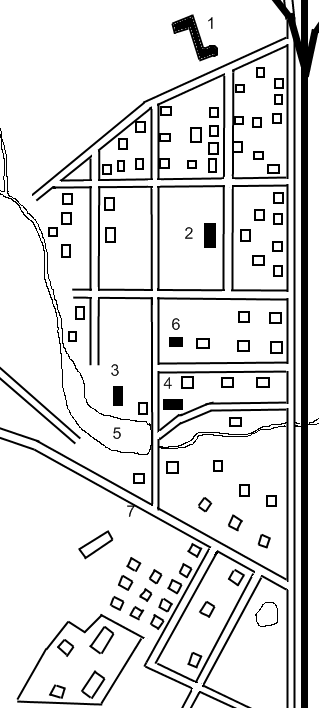
План Челноковского парка, 1930-е: 1 — Ремесленное училище (Лицей № 2), 2 — Дача Челнокова, 3 — Летний сад Вагоностроительного завода с танцплощадкой и кинотеатром, 4 — Клуб, 5 — Запруженая река Работня (Челноковский пруд), 6 — Дача Шермана, 7 — Улица Большая Рупасовская.